# Ipertensione nefrovascolare
L'ipertensione nefrovascolare o renovascolare (da distinguere dall'Ipertensione nefroparenchimale) è una condizione patologica caratterizzata da ipertensione arteriosa secondaria ad una riduzione dell'afflusso di sangue ad uno o ad entrambi i reni. È tra le cause più frequenti di ipertensione arteriosa secondaria, ovvero conseguente ad una patologia nota.

## Epidemiologia
I dati presenti in letteratura sulla diffusione dell'ipertensione nefrovascolare sono riferiti alle due cause principali di questa condizione: la displasia fibromuscolare dell'arteria renale e la stenosi di natura aterosclerotica della stessa. In entrambi i casi è presente nell'arteria renale una stenosi, ovvero un restringimento patologico, che riduce l'afflusso di sangue al rene affetto. La displasia fibromuscolare, relativamente più rara, è una malattia sistemica dalle cause non completamente chiarite che colpisce più frequentemente le donne giovani. Da studi angiografici sulla popolazione sana è emerso che interesserebbe il 3-6% degli individui con normale pressione arteriosa. Le forme sintomatiche colpiscono circa 4 persone su 1000 nella popolazione.
Al contrario della precedente, la stenosi aterosclerotica colpisce maggiormente i maschi sopra i 50 anni di età, fra i quali rappresenta la causa più frequente di ipertensione secondaria. Nel complesso la stenosi di origine aterosclerotica è la causa più comune di ipertensione nefrovascolare ed è sempre associata alla malattia aterosclerotica generalizzata. Fra le persone di età superiore a 65 anni, utilizzando l'ecocolor Doppler, è stata dimostrata una prevalenza del 6.8% di questo tipo di stenosi, che restringeva il lume dell'arteria di oltre il 60%. Gli autori dello studio non hanno riscontrato correlazioni tra la malattia in studio e l'etnia, in particolare tra gli americani caucasici e afroamericani.

## Eziopatogenesi
Il restringimento del lume vascolare dell'arteria renale, qualunque sia l'origine, determina una caduta del flusso ematico in ingresso al rene. Tale fenomeno è rilevato dalle cellule della macula densa all'interno dell'apparato iuxtaglomerulare, che risponde a questa apparente caduta della pressione arteriosa aumentando il rilascio nel sangue di renina, un ormone capace di innescare meccanismi che portano, infine, ad un aumento della pressione arteriosa sistemica. In particolare la renina agisce come un enzima proteolitico convertendo l'angiotensinogeno (una glicoproteina prodotta dal fegato) in angiotensina I. Questa subisce a sua volta la rimozione di due residui carbossi-terminali da parte dell'enzima di conversione dell'angiotensina o ACE. Il risultato finale di questi processi è la formazione di angiotensina II, un ormone capace di aumentare la pressione arteriosa con meccanismi sia diretti (vasocostrizione) sia indiretti (stimolazione delle cellule corticali del surrene a produrre aldosterone, un ormone che aumenta il riassorbimento di sodio a livello renale).

## Clinica
I soggetti affetti presentano di solito ipertensione arteriosa severa, spesso resistente alla comune terapia e con segni di danno a carico di vari organi, come il cuore (ipertrofia ventricolare sinistra riscontrabile all'ecocardiogramma), i piccoli vasi sanguigni e i reni. Tali segni sembrano avere una maggiore frequenza in questi pazienti rispetto a quelli con ipertensione essenziale. Spesso la pressione arteriosa rimane elevata anche nelle ore notturne (profilo non-dipper). 
Una possibile manifestazione grave, rara nei soggetti con stenosi monolaterale e più frequente in quelli con forme bilaterali, è l'edema polmonare acuto. Nello stesso sottogruppo di pazienti è possibile l'insorgenza di insufficienza renale acuta caratterizzata da brusca riduzione (oliguria) o soppressione (anuria) della produzione di urina.

## Diagnosi
Il procedimento diagnostico parte con un'accurata anamnesi, che può rivelare la rapida comparsa o l'altrettanto rapido aggravamento di un'ipertensione preesistente, e all'esame obiettivo (eventuale presenza di soffi in corrispondenza delle arterie renali). In alcuni casi gli esami di laboratorio mostrano bassi livelli di potassio nel sangue (ipokaliemia) come conseguenza dell'aumento dell'aldosterone. Per la diagnosi sono comunque fondamentali le indagini di diagnostica per immagini. L'ecografia può mostrare una riduzione di dimensioni del rene a valle della stenosi, mentre l'ecocolor Doppler e soprattutto l'angiografia delle arterie renali consentono di visualizzare la stenosi e misurarne l'entità. Quest'ultima, in particolare, sebbene più invasiva, è considerata il gold standard per la diagnosi di stenosi dell'arteria renale.. Anche la scintigrafia renale con test al captopril può essere utilizzata nelo studio funzionale di questi pazienti.
In alcuni casi gli esami di laboratorio mostrano bassi livelli di potassio nel sangue (ipokaliemia) come conseguenza dell'aumento dell'aldosterone.

## Trattamento

### Terapia medica
Spesso è necessaria l'associazione di più farmaci antipertensivi per prevenire le complicanze dell'ipertensione. Tra gli antipertensivi più utilizzati in questa condizione vi sono i farmaci bloccanti il sistema SRAA, ovvero ACE inibitori e sartani, che però comportano il rischio di eccessiva riduzione del flusso arterioso ai reni e conseguente insufficienza renale acuta. Questa classe di farmaci è controindicata nella stenosi bilaterale e nelle stenosi che interessino pazienti con un unico rene (ad esempio per pregressa asportazione chirurgica di un rene), mentre possono essere somministrati, sotto attenta supervisione medica, ai pazienti con stenosi monolaterale, nei quali controllano efficacemente la pressione arteriosa riducendo la mortalità. Oltre alla terapia antipertensiva, è importante il controllo dei fattori di rischio per l'aterosclerosi mediante farmaci antiaggreganti come l'acido acetilsalicilico a basse dosi e i farmaci che riducono i livelli di colesterolo come le statine.

### Terapia chirurgica
Qualora l'ipertensione sia provocata da una stenosi dimostrata dall'angiografia, la correzione con tecniche endovascolari o chirurgiche (bypass), sebbene gravata da maggiori rischi rispetto alla terapia farmacologica, determina un ripristino efficace del flusso ematico renale e un aumento della sopravvivenza dei pazienti.